# GeForce 900
A série GeForce 900 é uma família de unidades de processamento gráfico desenvolvidas pela Nvidia, sucedendo a série GeForce 700 e servido como introdução de ponta à microarquitetura Maxwell, batizada em homenagem a James Clerk Maxwell. Eles são produzidos com o processo de 28 nm da TSMC.
Com o Maxwell, o sucessor do Kepler, a Nvidia esperava três resultados principais: recursos gráficos aprimorados, programação simplificada e melhor eficiência energética em comparação com as séries GeForce 700 e GeForce 600.
Maxwell foi anunciado em setembro de 2010, com os primeiros produtos GeForce baseados em Maxwell lançados no início de 2014.

## Arquitetura

### Primeira geração Maxwell (GM10x)
A primeira geração Maxwell GM107/GM108 foi lançada como GeForce GTX 745, GTX 750/750 Ti e GTX 850M/860M (GM107) e GT 830M/840M (GM108). Esses novos chips fornecem poucos recursos adicionais voltados para o consumidor; Em vez disso, a Nvidia se concentrou na eficiência de energia. A Nvidia aumentou a quantidade de cache L2 de 256 KiB no GK107 para 2 MiB no GM107, reduzindo a largura de banda de memória necessária. Conseqüentemente, a Nvidia cortou o barramento de memória de 192 bits no GK106 para 128 bits no GM107, economizando ainda mais energia. A Nvidia também mudou o design do multiprocessador de streaming do Kepler (SMX), nomeando-o SMM. A estrutura do escalonador de warp é herdada do Kepler, o que permite que cada escalonador emita até duas instruções independentes entre si e ordenadas do mesmo warp. O layout das unidades SMM é particionado de modo que cada um dos 4 escalonadores de warp em um SMM controle 1 conjunto de 32 núcleos FP32 CUDA, 1 conjunto de 8 unidades de carregamento/armazenamento e 1 conjunto de 8 unidades de funções especiais. Isso contrasta com o Kepler, onde cada SMX tem 4 agendadores que agendam para um pool compartilhado de 6 conjuntos de 32 núcleos FP32 CUDA, 2 conjuntos de 16 unidades de carregamento/armazenamento e 2 conjuntos de 16 unidades de função especial. Essas unidades são conectadas por uma barra transversal que usa energia para permitir que os recursos sejam compartilhados. Esta barra transversal é removida em Maxwell. Unidades de textura e núcleos FP64 CUDA ainda são compartilhados. O SMM permite uma alocação de recursos mais refinada do que o SMX, economizando energia quando a carga de trabalho não é ideal para recursos compartilhados. A Nvidia afirma que um SMM de 128 núcleos CUDA tem 86% do desempenho de um SMX de 192 núcleos CUDA. Além disso, cada Graphics Processing Cluster, ou GPC, contém até 4 unidades SMX no Kepler e até 5 unidades SMM na primeira geração do Maxwell.
GM107 suporta CUDA Compute Capability 5.0 em comparação com 3.5 em GPUs GK110/GK208 e 3.0 em GPUs GK10x. O paralelismo dinâmico e o HyperQ, dois recursos das GPUs GK110/GK208, também são suportados em toda a linha de produtos Maxwell.
Maxwell fornece operações atômicas de memória compartilhada nativa para números inteiros de 32 bits e comparação e troca (CAS) de memória compartilhada nativa de 32 bits e 64 bits, que podem ser usadas para implementar outras funções atômicas.
Embora se pensasse que Maxwell usava rasterização de modo imediato baseado em bloco, a Nvidia corrigiu isso na GDC 2017 dizendo que Maxwell usa o Tile Caching.

#### NVENC
As GPUs baseadas em Maxwell também contêm o bloco NVENC SIP introduzido com o Kepler. O codificador de vídeo da Nvidia, NVENC, é 1,5 a 2 vezes mais rápido do que nas GPUs baseadas em Kepler, o que significa que pode codificar vídeo em 6 a 8 vezes a velocidade de reprodução.

#### PureVideo
A Nvidia também reivindica um aumento de desempenho de 8 a 10 vezes na decodificação de vídeo PureVideo Feature Set E devido ao cache do decodificador de vídeo emparelhado com aumentos na eficiência da memória. No entanto, H.265 não é suportado para decodificação completa de hardware, contando com uma mistura de decodificação de hardware e software. Ao decodificar o vídeo, um novo estado de baixo consumo de energia "GC5" é usado nas GPUs Maxwell para economizar energia.

### Segunda geração Maxwell (GM20x)
Maxwell de segunda geração introduziu várias novas tecnologias: Super Resolução Dinâmica, Compressão de Cor Delta de Terceira Geração, Amostragem de Programação Multi-Pixel,[carece de fontes?] Nvidia VXGI (Real-Time-Voxel-Iluminação Global), VR Direct, Multi-Projection Acceleration, e Multi-Frame Sampled Anti-Aliasing (MFAA) (no entanto, o suporte para Coverage-Sampling Anti-Aliasing (CSAA) foi removido). Suporte HDMI 2.0 também foi adicionado.
A segunda geração de Maxwell também alterou a proporção de ROP para controlador de memória de 8:1 para 16:1. No entanto, alguns dos ROPs geralmente estão ociosos na GTX 970 porque não há SMMs ativados suficientes para dar a eles trabalho e, portanto, reduz sua taxa de preenchimento máxima.
O Maxwell de segunda geração também tem até 4 unidades SMM por GPC, em comparação com 5 unidades SMM por GPC.
O GM204 suporta CUDA Compute Capability 5.2 em comparação com 5.0 nas GPUs GM107/GM108, 3.5 nas GPUs GK110/GK208 e 3.0 nas GPUs GK10x.
As GPUs GM20x de segunda geração Maxwell têm um NVENC atualizado que suporta codificação HEVC e adiciona suporte para resoluções de codificação H.264 em 1440p/60FPS e 4K/60FPS em comparação com NVENC em GPUs GM10x de primeira geração Maxwell que suportam apenas codificação H.264 1080p/60FPS.
Maxwell GM206 GPU suporta decodificação de hardware HEVC de função fixa completa.

## Controvérsia publicitária

### Especificações de hardware da GTX 970
Os problemas com as especificações da GeForce GTX 970 foram levantados pela primeira vez pelos usuários quando descobriram que os cartões, embora apresentassem 4 GB de memória, raramente acessavam a memória além do limite de 3,5 GB. Mais testes e investigações eventualmente levaram a Nvidia a emitir uma declaração de que as especificações inicialmente anunciadas do cartão foram alteradas sem aviso antes de o cartão ser disponibilizado comercialmente e que o cartão teve um impacto no desempenho quando a memória acima do limite de 3,5 GB foi colocada em uso.
As especificações de hardware de back-end da placa, inicialmente anunciadas como idênticas às da GeForce GTX 980, diferiam na quantidade de cache L2 (1,75 MB contra 2 MB na GeForce GTX 980) e no número de ROPs (56 contra 64 na GeForce GTX 980). o 980). Além disso, foi revelado que o cartão foi projetado para acessar sua memória como uma seção de 3,5 GB, mais uma de 0,5 GB, sendo o acesso a esta última 7 vezes mais lento que a primeira. A empresa então prometeu uma modificação específica do driver para aliviar os problemas de desempenho produzidos pelos cortes sofridos pelo cartão. No entanto, a Nvidia posteriormente esclareceu que a promessa havia sido uma falha de comunicação e que não haveria atualização de driver específica para o GTX 970. A Nvidia alegou que ajudaria os clientes que desejassem reembolsos a obtê-los. Em 26 de fevereiro de 2015, o CEO da Nvidia, Jen-Hsun Huang, registrou no blog oficial da Nvidia desculpas pelo incidente. Em fevereiro de 2015, uma ação coletiva alegando propaganda enganosa foi movida contra a Nvidia e a Gigabyte Technology no Tribunal Distrital dos EUA no norte da Califórnia.
A Nvidia revelou que é capaz de desabilitar unidades individuais, cada uma contendo 256 KB de cache L2 e 8 ROPs, sem desabilitar controladores de memória inteiros. Isso ocorre com o custo de dividir o barramento de memória em segmentos de alta e baixa velocidade que não podem ser acessados ao mesmo tempo, a menos que um segmento esteja lendo enquanto o outro segmento está gravando porque a unidade L2/ROP gerenciando ambos os GDDR5 os controladores compartilham o canal de retorno de leitura e o barramento de dados de gravação entre os dois controladores GDDR5 e ele próprio. Isso é usado na GeForce GTX 970, que, portanto, pode ser descrita como tendo 3,5 GB em seu segmento de alta velocidade em um barramento de 224 bits e 0,5 GB em um segmento de baixa velocidade em um barramento de 32 bits.
Em 27 de julho de 2016, a Nvidia concordou com um acordo preliminar da ação coletiva dos EUA, oferecendo um reembolso de $ 30 nas compras de GTX 970. O reembolso acordado representa a parte do custo dos recursos de armazenamento e desempenho que os consumidores presumiram obter quando compraram o cartão.

### Suporte de computação assíncrona
Embora a série Maxwell tenha sido comercializada como totalmente compatível com DirectX 12, Oxide Games, desenvolvedora de Ashes of the Singularity, descobriu que as placas baseadas em Maxwell não funcionam bem quando a computação assíncrona é utilizada.
Parece que, embora esse recurso principal seja de fato exposto pelo driver, a Nvidia o implementou parcialmente por meio de um shim baseado em driver, com um custo de alto desempenho. Ao contrário das placas gráficas baseadas em GCN concorrentes da AMD, que incluem uma implementação completa de computação assíncrona baseada em hardware, a Nvidia planejava contar com o driver para implementar uma fila de software e um distribuidor de software para encaminhar tarefas assíncronas para os agendadores de hardware, capazes de distribuir a carga de trabalho para as unidades corretas. A computação assíncrona no Maxwell, portanto, requer que o jogo e o driver da GPU sejam especificamente codificados para computação assíncrona no Maxwell para habilitar esse recurso. O benchmark 3DMark Time Spy não mostra nenhuma diferença perceptível de desempenho entre a computação assíncrona habilitada ou desabilitada. A computação assíncrona é desativada pelo driver para Maxwell.
A Oxide afirma que isso levou a Nvidia a pressioná-los a não incluir o recurso de computação assíncrona em seu benchmark, para que a série 900 não ficasse em desvantagem contra os produtos da AMD que implementam computação assíncrona em hardware.
Maxwell requer que a GPU seja particionada estaticamente para computação assíncrona para permitir que as tarefas sejam executadas simultaneamente. Cada partição é atribuída a uma fila de hardware. Se qualquer uma das filas atribuídas a uma partição esvaziar ou não puder enviar trabalho por qualquer motivo (por exemplo, uma tarefa na fila deve ser adiada até que um hazard seja resolvido), a partição e todos os recursos nessa partição reservada pois essa fila ficará ociosa. A computação assíncrona, portanto, pode facilmente prejudicar o desempenho em Maxwell se não for codificada para funcionar com o agendador estático de Maxwell. Além disso, as tarefas gráficas saturam as GPUs da Nvidia com muito mais facilidade do que as GPUs baseadas em GCN da AMD, que são muito mais pesadas para a computação, portanto, as GPUs da Nvidia têm menos lacunas de programação que podem ser preenchidas por computação assíncrona do que as da AMD. Por esses motivos, o driver força uma GPU Maxwell a colocar todas as tarefas em uma fila e executar cada tarefa em série, e dar a cada tarefa os recursos indivisos da GPU, independentemente de cada tarefa poder ou não saturar a GPU.

## Produtos

### GeForce série 900M (9xxM)
Algumas implementações podem usar especificações diferentes.
| Modelo                     | Lançamento             | Nome do código | Fab (nm) | Transistores (milhões) | Tamanho da matriz (mm2) | interface de Barramento | Core config | Velocidades de clock     | Velocidades de clock      | Velocidades de clock | Taxa de preenchimento | Taxa de preenchimento | Memória                | Memória                   | Memória    | Memória                     | Suporte API (versão) | Suporte API (versão) | Suporte API (versão) | Suporte API (versão) | Poder de processamento (GFLOPS) | Poder de processamento (GFLOPS) | TDP (watts)  | Suporte SLI  |
| Modelo                     | Lançamento             | Nome do código | Fab (nm) | Transistores (milhões) | Tamanho da matriz (mm2) | interface de Barramento | Core config | Clock base do core (MHz) | Clock boost do core (MHz) | Memória (MT/s)       | Pixel (GP/s)          | Textura (GT/s)        | Tamanho (MiB)          | Largura de banda (GB/s)   | Tipo       | Largura do barramento (bit) | DirectX              | OpenGL               | OpenCL               | Vulkan               | precisão única                  | precisão dupla                  | TDP (watts)  | Suporte SLI  |
| -------------------------- | ---------------------- | -------------- | -------- | ---------------------- | ----------------------- | ----------------------- | ----------- | ------------------------ | ------------------------- | -------------------- | --------------------- | --------------------- | ---------------------- | ------------------------- | ---------- | --------------------------- | -------------------- | -------------------- | -------------------- | -------------------- | ------------------------------- | ------------------------------- | ------------ | ------------ |
| GeForce 910M               | 18 de agosto de 2015   | GF117          | 28       | 585                    | 116                     | PCIe 3.0 x8             | 96:16:8     | 775                      | 1550                      | 1800                 | 3.1                   | 12.4                  | 1024                   | 14.4                      | DDR3       | 64                          | 12.0 (11_0)          | 4.6                  | 1.1                  | —                    | 297.6                           | 1/12 of SP                      | 33           | Não          |
| GeForce 910M               | 15 de março de 2015    | GK208          | 28       | Desconhecido           | 87                      | PCIe 3.0 x8             | 384:16:8    | 575                      | 575                       | 1800                 | 5.13                  | 9.2                   | 2048                   | 14.4                      | DDR3       | 64                          | 12.0 (11_0)          | 4.6                  | 1.2                  | 1.1                  | 441.6                           | 18.4                            | 33           | Não          |
| GeForce 920M               | 13 de março de 2015    | GF117          | 28       | 585                    | 116                     | PCIe 3.0 x8             | 96:16:8     | 775                      | 1550                      | 1800                 | 3.1                   | 12.4                  | 1024                   | 14.4                      | DDR3       | 64                          | 12.0 (11_0)          | 4.6                  | 1.1                  | —                    | 297.6                           | 1/12 of SP                      | 33           | Não          |
| GeForce 920M               | 13 de março de 2015    | GK208          | 28       | Desconhecido           | 87                      | PCIe 3.0 x8             | 384:32:16   | 954                      | 954                       | 1800                 | 7.6                   | 30.5                  | 2048                   | 14.4                      | DDR3       | 64                          | 12.0 (11_0)          | 4.6                  | 1.2                  | 1.1                  | 732.7                           | 22.9                            | 33           | Não          |
| GeForce 920MX              | Março d 2016           | GM108          | 28       | 1870                   | 148                     | PCIe 3.0 x8             | 256:24:8    | 1072                     | 1176                      | 1800                 | 8.58                  | 25.7                  | 2048                   | 14.4                      | DDR3 GDDR5 | 64                          | 12.0 (11_0)          | 4.6                  | 1.2                  | 1.1                  | 549                             | 1/32 of SP                      | 16           | Não          |
| GeForce 930M               | 13 de março de 2015    | GM108          | 28       | 1870                   | 148                     | PCIe 3.0 x8             | 384:24:8    | 928                      | 941                       | 1800                 | 7.4                   | 22.3                  | 2048                   | 14.4                      | DDR3       | 64                          | 12.0 (11_0)          | 4.6                  | 1.2                  | 1.1                  | 712.7                           | 22.3                            | 33           | Não          |
| GeForce 930MX              | 1 de março de 2016     | GM108          | 28       | Desconhecido           | Desconhecido            | PCIe 3.0 x8             | 384:24:8    | 952                      | 1020                      | 2000                 | Desconhecido          | Desconhecido          | 2048                   | Desconhecido              | DDR3 GDDR5 | 64                          | 12.0 (11_0)          | 4.6                  | Desconhecido         | Desconhecido         | Desconhecido                    | Desconhecido                    | Desconhecido | Desconhecido |
| GeForce 940M               | 13 de março de 2015    | GM107          | 28       | 1870                   | 148                     | PCIe 3.0 x16            | 640:40:16   | 1029                     | 1100                      | 2002                 | 16.5                  | 41.2                  | 2048                   | 16 - 80.2                 | GDDR5 DDR3 | 128                         | 12.0 (11_0)          | 4.6                  | 1.2                  | 1.1                  | 1317                            | 41.1                            | 75           | Não          |
| GeForce 940M               | 13 de março de 2015    | GM108          | 28       | Desconhecido           | Desconhecido            | PCIe 3.0 x8             | 384:24:8    | 1029                     | 1100                      | 2002                 | 8.2                   | 24.7                  | 2048                   | 16 - 80.2                 | GDDR5 DDR3 | 64                          | 12.0 (11_0)          | 4.6                  | 1.2                  | 1.1                  | 790.3                           | 24.7                            | 33           | Não          |
| GeForce 940MX              | 10 de março de 2016    | GM108          | 28       | 1870                   | 148                     | PCIe 3.0 x8             | 384:24:8    | 1122                     | 1242                      | 2002                 | 8.98                  | 26.93                 | 2048 4096              | 16.02 (DDR3) 40.1 (GDDR5) | GDDR5 DDR3 | 64                          | 12.0 (11_0)          | 4.6                  | 1.2                  | 1.1                  | 861.7                           | Desconhecido                    | 23           | Não          |
| GeForce 945M               | 2015                   | GM107          | 28       | 1870                   | 148                     | ?                       | 640:40:16   | 1029                     | 1085                      | ?                    | 16.46                 | 41.2                  | ?                      | ?                         | DDR3 GDDR5 | 128                         | 12.0 (11_0)          | 4.6                  | 1.2                  | 1.1                  | 1,317.1                         | ?                               | 75           | ?            |
| GeForce 945M               | 2015                   | GM108          | 28       | ?                      | ?                       | PCIe 3.0 x8             | 384:24:8    | 1122                     | 1242                      | ?                    | 8.98                  | 26.93                 | ?                      | ?                         | DDR3 GDDR5 | 64                          | 12.0 (11_0)          | 4.6                  | 1.2                  | 1.1                  | 861.7                           | ?                               | 23           | ?            |
| GeForce GT 945A            | 13 de março de 2015    | GM108          | 28       | Desconhecido           | Desconhecido            | PCIe 3.0 x8             | 384:24:8    | 1072                     | 1176                      | 1800                 | 8.58                  | 25.73                 | 2048                   | 14.4                      | DDR3       | 64                          | 12.0 (11_0)          | 4.6                  | 1.2                  | Desconhecido         | Desconhecido                    | Desconhecido                    | 33           | Desconhecido |
| GeForce GTX 950M           | 13 de março de 2015    | GM107          | 28       | 1870                   | 148                     | PCIe 3.0 x16            | 640:40:16   | 914                      | 1085                      | 5012                 | 14.6                  | 36.6                  | 2048(GDDR5) 4096(DDR3) | 80(GDDR5) 32(DDR3)        | DDR3 GDDR5 | 128                         | 12.0 (11_0)          | 4.6                  | 1.2                  | 1.1                  | 1170                            | 36.56                           | 75           | Não          |
| GeForce GTX 960M           | 13 de março de 2015    | GM107          | 28       | 1870                   | 148                     | PCIe 3.0 x16            | 640:40:16   | 1029                     | 1085                      | 5012                 | 16.5                  | 41.2                  | 2048 4096              | 80                        | GDDR5      | 128                         | 12.0 (11_0)          | 4.6                  | 1.2                  | 1.1                  | 1317                            | 41.16                           | 65           | Não          |
| GeForce GTX 965M           | 5 de janeiro de 2015   | GM204          | 28       | 5200                   | 398                     | PCIe 3.0 x16            | 1024:64:32  | 924                      | 950                       | 5000                 | 30.2                  | 60.4                  | 2048 4096              | 80                        | GDDR5      | 128                         | 12.0 (12_1)          | 4.6                  | 1.2                  | 1.1                  | 1945                            | 60.78                           | 60           | Sim          |
| GeForce GTX 970M           | 7 de outubro de 2014   | GM204          | 28       | 5200                   | 398                     | PCIe 3.0 x16            | 1280:80:48  | 924                      | 993                       | 5012                 | 37.0                  | 73.9                  | 3072 6144              | 120                       | GDDR5      | 192                         | 12.0 (12_1)          | 4.6                  | 1.2                  | 1.1                  | 2365                            | 73.9                            | 75           | Sim          |
| GeForce GTX 980M           | 7 de outubro de 2014   | GM204          | 28       | 5200                   | 398                     | PCIe 3.0 x16            | 1536:96:64  | 1038                     | 1127                      | 5012                 | 49.8                  | 99.6                  | 4096 8192              | 160                       | GDDR5      | 256                         | 12.0 (12_1)          | 4.6                  | 1.2                  | 1.1                  | 3189                            | 99.6                            | 100          | Sim          |
| GeForce GTX 980 (Notebook) | 22 de setembro de 2015 | GM204          | 28       | 5200                   | 398                     | PCIe 3.0 x16            | 2048:128:64 | 1064                     | 1216                      | 7010                 | 72.1                  | 144                   | 4096 8192              | 224                       | GDDR5      | 256                         | 12.0 (12_1)          | 4.6                  | 1.2                  | 1.1                  | 4612                            | 144                             | 145          | Sim          |
| Modelo                     | Lançamento             | Nome do código | Fab (nm) | Transistores (milhões) | Tamanho da matriz (mm2) | interface de Barramento | Core config | Velocidades de clock     | Velocidades de clock      | Velocidades de clock | Taxa de preenchimento | Taxa de preenchimento | Memória                | Memória                   | Memória    | Memória                     | Suporte API (versão) | Suporte API (versão) | Suporte API (versão) | Suporte API (versão) | Poder de processamento (GFLOPS) | Poder de processamento (GFLOPS) | TDP (watts)  | Suporte SLI  |
| Modelo                     | Lançamento             | Nome do código | Fab (nm) | Transistores (milhões) | Tamanho da matriz (mm2) | interface de Barramento | Core config | Clock base do core (MHz) | Clock boost do core (MHz) | Memória (MT/s)       | Pixel (GP/s)          | Textura (GT/s)        | Tamanho (MiB)          | Largura de banda (GB/s)   | Tipo       | Largura do barramento (bit) | DirectX              | OpenGL               | OpenCL               | Vulkan               | precisão única                  | precisão dupla                  | TDP (watts)  | Suporte SLI  |

1. ↑  No OpenCL 3.0, a funcionalidade do OpenCL 1.2 tornou-se uma linha de base obrigatória, enquanto todos os recursos do OpenCL 2.xe OpenCL 3.0 se tornaram opcionais.
2. 1 2  Shaders Unificados: Unidades de Mapeamento de Textura: Unidades de Saída de Renderização
3. 1 2  Um máximo de 2 placas de GPU dupla podem ser conectadas em conjunto para uma configuração SLI de 4 vias, pois as placas de GPU dupla apresentam SLI de 2 vias integrado.
4. 1 2  A taxa de preenchimento de pixel é calculada como o menor de três números: número de ROPs multiplicado pela velocidade do clock do núcleo base, número de rasterizadores multiplicado pelo número de fragmentos que eles podem gerar por rasterizador multiplicado pela velocidade do clock do núcleo básico e o número de multiprocessadores de streaming multiplicado pelo número de fragmentos por clock que eles podem produzir multiplicado pela taxa de clock base.[23]
5. 1 2  A taxa de preenchimento da textura é calculada como o número de TMUs multiplicado pela velocidade básica do clock do núcleo.
6. 1 2  O desempenho de precisão única é calculado como 2 vezes o número de shaders multiplicado pela velocidade base do clock do núcleo.
7. 1 2  O desempenho de precisão dupla dos chips Maxwell.[50][51]
8. 1 2  Não possui codificador de vídeo de hardware
9. 1 2 3  Não possui codificador e decodificador de vídeo de hardware

## Tabela de chipsets

### GeForce série 900 (9xx)
| Modelo                | Lançamento             | Nome do código | Processo  | Transistores (bilhões) | Tamanho da matriz (mm2) | Core config      | interface de Barramento | Cache L2 (MB) | Velocidades de clock | Velocidades de clock | Velocidades de clock | Memória      | Memória                 | Memória            | Memória                     | Taxa de preenchimento | Taxa de preenchimento | Poder de processamento (GFLOPS) | Poder de processamento (GFLOPS) | TDP (Watts)  | Suporte SLI   | Preço de lançamento (USD) |
| Modelo                | Lançamento             | Nome do código | Processo  | Transistores (bilhões) | Tamanho da matriz (mm2) | Core config      | interface de Barramento | Cache L2 (MB) | Base (MHz)           | Boost (MHz)          | Memória (MT/s)       | Tamanho (GB) | largura de banda (GB/s) | Tipo de barramento | Largura de barramento (bit) | Pixel (GP/s)          | Texture (GT/s)        | precisão única                  | precisão dupla                  | TDP (Watts)  | Suporte SLI   | MSRP                      |
| --------------------- | ---------------------- | -------------- | --------- | ---------------------- | ----------------------- | ---------------- | ----------------------- | ------------- | -------------------- | -------------------- | -------------------- | ------------ | ----------------------- | ------------------ | --------------------------- | --------------------- | --------------------- | ------------------------------- | ------------------------------- | ------------ | ------------- | ------------------------- |
| GeForce GT 945A       | fevereiro de 2016      | GM108          | TSMC 28HP | Desconhecido           | Desconhecido            | 512:24:8 (4)     | PCIe 3.0 x8             | ?             | 1072                 | 1176                 | 1800                 | 1 / 2        | 14.4                    | DDR3 / GDDR5       | 64                          | 8.5 9.4               | 25.7 28.2             | 1,097.7 1,204.2                 | 34.3 37.6                       | 33           | Não           | OEM                       |
| GeForce GTX 950       | 20 de agosto de 2015   | GM206-250      | TSMC 28HP | 2.94                   | 227                     | 768:48:32 (6)    | PCIe 3.0 x16            | 1             | 1024                 | 1188                 | 6600                 | 2            | 105.7                   | GDDR5              | 128                         | 32.7 38.0             | 49.1 57.0             | 1,572.8 1,824.7                 | 49.1 57.0                       | 90 (75)      | SLI de 2 vias | $159                      |
| GeForce GTX 950 (OEM) | Desconhecido           | GM206          | TSMC 28HP | 2.94                   | 227                     | 1024:64:32 (8)   | PCIe 3.0 x16            | 1             | 935                  | Desconhecido         | 5000                 | 2            | 80.0                    | GDDR5              | 128                         | 29.9                  | 59.8                  | 1,914.9 ,                       | 59.8                            | Desconhecido | SLI de 2 vias | OEM                       |
| GeForce GTX 960       | 22 de janeiro de 2015  | GM206-300      | TSMC 28HP | 2.94                   | 227                     | 1024:64:32 (8)   | PCIe 3.0 x16            | 1             | 1127                 | 1178                 | 7000                 | 2 4          | 112.1                   | GDDR5              | 128                         | 36.0 37.6             | 72.1 75.3             | 2,308.0 2,412.5                 | 72.1 75.3                       | 120          | SLI de 2 vias | $199                      |
| GeForce GTX 960 (OEM) | Desconhecido           | GM204          | TSMC 28HP | 5.2                    | 398                     | 1280:80:48 (10)  | PCIe 3.0 x16            | 1             | 924                  | Desconhecido         | 5000                 | 3            | 120.0                   | GDDR5              | 192                         | 44.3                  | 73.9                  | 2,365.4 ,                       | 73.9                            | Desconhecido | SLI de 2 vias | OEM                       |
| GeForce GTX 970       | 18 de setembro de 2014 | GM204-200      | TSMC 28HP | 5.2                    | 398                     | 1664:104:56 (13) | PCIe 3.0 x16            | 1.75          | 1050                 | 1178                 | 7000                 | 3.5 + 0.5    | 196.3 + 28.0            | GDDR5              | 224 + 32                    | 58.8 65.9             | 109.2 122.5           | 3,494.4 3,920.3                 | 109.2 122.5                     | 145          | SLI de 4 vias | $329                      |
| GeForce GTX 980       | 18 de setembro de 2014 | GM204-400      | TSMC 28HP | 5.2                    | 398                     | 2048:128:64 (16) | PCIe 3.0 x16            | 2             | 1126                 | 1216                 | 7000                 | 4            | 224.3                   | GDDR5              | 256                         | 72.0 77.8             | 144.1 155.6           | 4,612.0 4,980.7                 | 144.1 155.6                     | 165          | SLI de 4 vias | $549                      |
| GeForce GTX 980 Ti    | 1 de junho de 2015     | GM200-310      | TSMC 28HP | 8                      | 601                     | 2816:176:96 (22) | PCIe 3.0 x16            | 3             | 1000                 | 1075                 | 7000                 | 6            | 336.5                   | GDDR5              | 384                         | 96.0 103.2            | 176.0 189.2           | 5,632.0 6,054.4                 | 176.0 189.2                     | 250          | SLI de 4 vias | $649                      |
| GeForce GTX TITAN X   | 17 de março de 2015    | GM200-400      | TSMC 28HP | 8                      | 601                     | 3072:192:96 (24) | PCIe 3.0 x16            | 3             | 1000                 | 1075                 | 7000                 | 12           | 336.5                   | GDDR5              | 384                         | 96.0 103.2            | 192.0 206.4           | 6,144.0 6,604.8                 | 192.0 206.4                     | 250          | SLI de 4 vias | $999                      |

1. ↑  Principais Shaders Unificados: Unidades de Mapeamento de Textura: Unidades de Saída de Renderização (multiplicadores de streaming)
2. 1 2  Clock base, Boost clock
3. ↑  Para calcular o poder de processamento veja Maxwell (microarchitecture)#Performance.
4. ↑  A taxa de preenchimento de pixel é calculada como o número de ROPs multiplicado pela respectiva velocidade de clock do núcleo.
5. ↑  A taxa de preenchimento da textura é calculada como o número de TMUs multiplicado pela respectiva velocidade do clock do núcleo.
6. ↑  Algumas placas GTX950 foram lançadas sem conector de alimentação alimentado apenas por slot PCIe. Estes tinham consumo de energia limitado e TPD para 75W.[90]
7. ↑   Alguns fabricantes produziram versões de 4 GB da GTX 960. Estas foram frequentemente criticadas como jogadas inúteis, pois títulos que usariam tanto VRAM e realmente ganhariam vantagem sobre as versões de 2 GB, já rodariam muito devagar nessas resoluções e configurações, como GTX960 não não tem capacidade de computação e largura de banda de memória suficientes para lidar com isso.[93]
8. 1 2 3  Para acessar sua memória, a GTX 970 divide os dados em 7 de suas 8 pistas de memória física de 32 bits, a 196 GB/s. O último 1/8 de sua memória (0,5 GB em um cartão de 4 GB) é acessado em uma conexão solitária não intercalada de 32 bits a 28 GB/s, um sétimo da velocidade do restante do espaço de memória. Como esse pool de memória menor usa a mesma conexão que a 7ª pista para o pool principal maior, ele compete com os acessos ao bloco maior, reduzindo a largura de banda de memória efetiva, não adicionando a ele como uma conexão independente poderia.[96]

## Suporte descontinuado
«Driver 368.81 is the last driver to support Windows XP/Windows XP 64-bit.»
- Windows XP 32-bit: 368.81 driver download
- Windows XP 64-bit: 368.81 driver download

A Nvidia anunciou que, após o lançamento dos drivers 390, não lançará mais drivers de 32 bits para sistemas operacionais de 32 bits.
As GPUs de notebook baseadas na arquitetura Kepler mudaram para suporte legado em abril de 2019 e pararam de receber atualizações críticas de segurança após abril de 2020. A Nvidia GeForce 910M e 920M da família de GPUs 9xxM são afetadas por essa mudança.
A Nvidia anunciou que, após o lançamento dos 470 drivers, faria a transição do suporte de driver para os sistemas operacionais Windows 7 e Windows 8.1 para o status legado e continuaria a fornecer atualizações críticas de segurança para esses sistemas operacionais até setembro de 2024.